# Rheumaptera chinensis
Rheumaptera chinensis là một loài bướm đêm trong họ Geometridae.